# Danilo Stojković
Danilo "Bata" Stojković (Beograd, 11. kolovoza 1934. – Beograd, 16. ožujka 2002.), srbijanski glumac i komičar. 

## Mladost
Danilo Stojković se rodio kao dijete Alekse Stojkovića, uglednog veletrgovca drvetom i ugljenom, i kao brat Žike Stojkovića, kasnije slavnog intelektualca i publicista. Navodno ga je dok je bio 13 godina jako dojmila poezija koju je čitao njegov brat. Godine 1953., s 19 godina, nastupio je u predstavi „Krčma na glavnom drumu“ a među publikom ga je gledao i Dobrica Milutinović koji ga je nakon predstave ohrabrio te mu rekao da je „još u majčinoj utrobi bio predodređen da postane glumac“. Glumačku karijeru je počeo u jugoslavenskom dramskom kazalištu 1959., a tri godine kasnije je postao stalni član udruge Atelje 212. Ostao je zapamćen po svojim duhovitim nastupima po kojima je kasnije stekao slavu. Upisao je dramski odsjek na fakultetu i diplomirao kod Josipa Kulundžića.

## Karijera
Nakon uspješne kazališne karijere, pronašao je ulogu i na televiziji, u seriji „Diplomci“ u kojoj je nastupio kao Bubuleja, a kasnije i kao Sreten u „Grlom u jagode“. Ubrzo je upoznao i slavnog srpskog pisca, Dušana Kovačevića, koji mu je dao ulogu Luke Labana u satiričnoj kazališnoj predstavi „Profesionalac“. Tu ulogu odigrao je puno puta, čak i u Zagrebu. 1964. debitirao je nastupom u filmu “Čovjek iz hrastove šume”. Među slavnijim filmovima iz tog razdoblja se nalazi i hvaljena ratna drama „Jutro“, „Kužiš stari moj“ te „Pas koji je voleo vozove“. No najslavnije uloge ostvario je u 1980-ima, kada je po scenarijima Kovačevića snimio niz slavnih i kultnih komedija/satira na balkanski, napose jugoslavenski način života, od kojih se izdvajaju „Ko to tamo peva“, „Poseban tretman“ (koji je nominiran za Zlatni globus kao najbolji strani film), „Maratonci trče počasni krug“, „Balkanski špijun“. Ostali filmovi koji se izdvajaju su „Sabirni centar“, „Varljivo leto '68“, „Crni bombarder“, „Rane“, „Bure baruta“, „Kako sam sistematski uništen od idiota“ te „Podzemlje“, kultna satira o raspadu SFRJ koju je režirao Emir Kusturica, te koja je čak uspjela osvojiti nagradu Zlatna palma u Cannesu. Bio je u vidu da nekako nastupi u filmskoj ekranizaciji „Profesionalca“ iz 2003., koju je režirao sam Kovačević, no preminuo je 2002. od raka.
Osvojio je beogradsku Oktobarsku nagradu, Sterijinu nagradu, pulsku Zlatnu arenu, nagradu na Festivalu glumačkih ostvarenja u Nišu, nagradu na kazališnom festivalu o Quebecu te Dobričin prsten za životno djelo. Nakon dojave o njegovoj smrti, telegram sućuti poslali su njegovoj supruzi Olgi i Vojislav Koštunica i Zoran Đinđić. Ostao je zapamćen kao jedan od najslavnijih srpskih glumaca. Bio je poznat i kao pacifist i mudra osoba.

## Izabrana filmografija
- 1967. - Jutro
- 1973. - Kužiš stari moj kao pekar
- 1976. - Čuvar plaže u zimskom periodu
- 1977. - Hajdučka vremena kao narednik Munižaba
- 1977. - Pas koji je voleo vozove
- 1979. - Nacionalna klasa do 750 cmm3
- 1980. - Ko to tamo peva kao Brka
- 1982. - Maratonci trče počasni krug
- 1983. - Kako sam sistematski uništen od idiota
- 1984. - Varljivo leto '68
- 1984. - Balkanski špijun kao Ilija Čvorović
- 1988. - Proljeće Janka Potlačeka kao Janko Potlaček
- 1989. - Vreme čuda
- 1989. - Sabirni centar
- 1992. - Crni bombarder
- 1995. - Podzemlje
- 1998. - Rane
- 1998. - Bure baruta

## Vanjske poveznice
- Danilo Stojković na Internet Movie Database
- Filmografija  Arhivirana inačica izvorne stranice od 2. veljače 2007. (Wayback Machine)
- In memoriam – Danilo Bata Stojković  Arhivirana inačica izvorne stranice od 4. siječnja 2007. (Wayback Machine)
- Leksikon YU mitologije  Arhivirana inačica izvorne stranice od 6. lipnja 2007. (Wayback Machine)